# ياسوأكي أوشيما
ياسوأكي أوشيما (باليابانية: 大島 康明) (1 سبتمبر 1981 في كوبه في اليابان – )؛ هو لاعب كرة قدم ياباني سابق كان يلعب كمهاجم.

## وصلات خارجية
- ياسوأكي أوشيما على موقع رابطة كرة القدم اليابانية للمحترفين (اليابانية)
- ياسوأكي أوشيما على موقع قاعدة بيانات كرة القدم.إي يو (الإنجليزية)
- ياسوأكي أوشيما على موقع Soccerway.com (الإنجليزية)
- ياسوأكي أوشيما على موقع عالم كرة القدم.نت (الإنجليزية)